# Bobak Ferdowsi

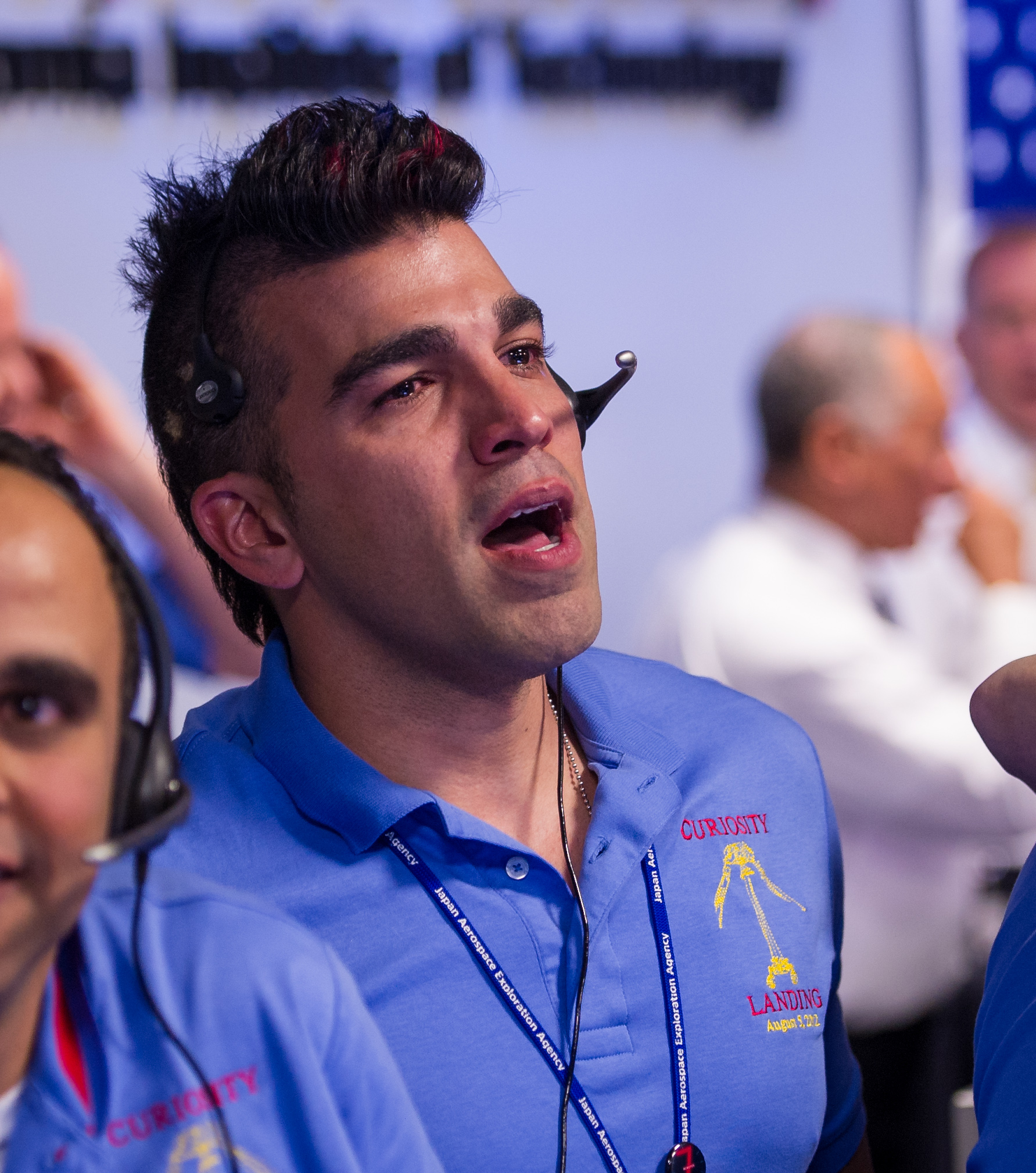
Bobak Ferdowsi em 2012.

Bobak Ferdowsi (/ˈbaːbæk ferdoːsiː/, em persa: بابک فردوسی, nascido em 7 de novembro de 1979) é um controlador de voo da NASA americano, que chefia a Jet Propulsion Laboratory.
Também serviu nas missões Cassini–Huygens e Mars Science Laboratory.
Ferdowsi ganhou popularidade em Agosto de 2012, quando ele usou um corte de cabelo moicano durante a aterrissagem da sonda Curiosity. Isto inesperadamente se tornou uma imagem icônica do evento com cobertura nas notícias e na mídia social. O presidente Barack Obama inclusive comentou sobre a popularidade do "Cara com Moicano".